# Renan dos Santos Paixão
Renan dos Santos Paixao (28 de julio de 1996) es un futbolista brasileño que juega como defensa en el Kagoshima United FC.

## Trayectoria

### Clubes
| Club                   | País   | Año       |
| ---------------------- | ------ | --------- |
| C. A. Joseense         | Brasil | 2016      |
| Atlético Monte Azul    | Brasil | 2017      |
| Renofa Yamaguchi F. C. | Japón  | 2018-2024 |
| Kagoshima United FC    | Japón  | 2025-     |